# Maruzas
Maruzas (em grego medieval: Μαρουζας; romaniz.: Marouzas; m. 588) foi oficial persa do século VI, ativo no reinado do xá Hormisda IV (r. 579–590). Era general das tropas persas segundo segundo os cronistas bizantinos. No verão de 588, foi derrotado e morto pelas tropas sob Germano na Batalha de Martirópolis.